# Преврат в Турция (1960)
Държавният преврат от 27 май 1960 г. (на турски: 27 Mayıs Darbesi) е първият турски държавен преврат от създаването на република Турция, след краха на Османската империя.
Превратът е осъществен от група от 38 млади турски военни офицери, режисиран е от Алпарслан Тюркеш, и е предвождан от генерал Джемал Гюрсел. 16 от 38-те турски офицери осъществили преврата са преминали военно обучение в САЩ през 1948 г. По това време те формират своя антикомунистическа организация, известна като Контргериля, която е турската съставна част в операция Гладио.
Превратът е извършен във време на социално-политически сътресения и икономически трудности, тъй като американската помощ за Турция по доктрината Труман и плана Маршал престава, и премиерът Аднан Мендерес планира посещение в Москва, с надеждата да установи алтернативни кредитни линии за финансиране на турската икономика.
След като превратаджиите вземат властта декларират в кратко обръщение към нацията своята, и на новата военна власт, лоялност към НАТО и СЕНТО. Превратаджиите принуждават 235 турски генерали и над 3000 други турски офицери, да се пенсионират. Начело на страната застава генерал Джемал Гюрсел. Също така повече от 500 съдии и прокурори и 1400 университетски преподаватели са освободени от работа. Началникът на Генералния щаб на турските въоръжени сили, президентът, премиерът и почти всички министри са арестувани, след което президентът Аднан Мендерес и няколко членове на кабинета са обесени на остров Имралъ след скалъпен процес с обвинения в национално предателство.